# ثاباني مثيمبو
ثاباني مثيمبو (بالإنجليزية: Thabani Mthembu)‏ (17 يوليو 1994 في جنوب أفريقيا - ) هو لاعب كرة قدم جنوب أفريقي في مركز الهجوم. شارك مع منتخب جنوب أفريقيا تحت 20 سنة لكرة القدم ومنتخب جنوب أفريقيا لكرة القدم. أما مع النوادي، فقد لعب مع سوبر سبورت يونايتد وبلاتينيوم ستارز ‏.

## روابط خارجية
- ثاباني مثيمبو على موقع قاعدة بيانات كرة القدم.إي يو (الإنجليزية)
- ثاباني مثيمبو على موقع ناشيونال فوتبول تيمز (الإنجليزية)